# Trujący bluszcz (film)
Trujący bluszcz (ang. Poison Ivy) – amerykański thriller w reżyserii Katt Shea, zrealizowany w 1992 roku, z Drew Barrymore i Sarą Gilbert.
Zdjęcia do filmu nakręcono w Los Angeles w Kalifornii.

## Fabuła
Uczennica Oakhurst High School w Los Angeles, Sylvie Cooper (Sara Gilbert), jest pozbawioną przyjaciół nastolatką. Jej matka Georgie (Cheryl Ladd) choruje, ojcu Darrylowi (Tom Skerritt), prezenterowi lokalnej stacji telewizyjnej, grozi utrata pracy.
Sylvie spotyka dziewczynę, imieniem Ivy, o porcelanowej cerze (Drew Barrymore) z tatuażem krzyża oplecionego bluszczem. Z czasem Ivy zdobywa zaufanie Cooperów. Georgie odnajduje w niej siebie sprzed wielu lat. Georgie jest usatysfakcjonowana i przeprasza za niesłuszne oskarżenie o romans jej męża z Ivy. Następnego dnia Darryl odwozi dziewczynę do szkoły i namiętnie ją całuje.
Plany Ivy wobec Cooperów, a w szczególności Sylvie, są zatrważające.

## Obsada
- Sara Gilbert – Sylvie Cooper
- Drew Barrymore – Ivy
- Cheryl Ladd – Georgie Cooper
- Tom Skerritt – Darryl Cooper
- Leonardo DiCaprio – Guy
- Alan Stock – Bob
- Jeanne Sakata – Isabelle
- Billy Kane – James

i inni